# Winterlibellen
Die Winterlibellen (Sympecma) gehören zur Familie der Teichjungfern (Lestidae). Bei den beiden mitteleuropäischen Vertretern dieser Gattung handelt es sich um die einzigen in Mitteleuropa heimischen Libellen, die als vollentwickelte Imago überwintern.

## Aussehen
Die Winterlibellen erreichen eine Flügelspannweite von vier bis 4,5 Zentimetern. Der Körper ist schlank und relativ lang, die Färbung reicht von einem hellen beige bis braun. Anders als alle anderen Teichjungfern legen die Winterlibellen ihre Flügel direkt auf einer Rückenseite zusammen, wenn sie nicht fliegen. Die Brust der Tiere trägt zwei dunkle Streifen. Dabei weist der obere Streifen der selteneren Sibirischen Winterlibelle (Sympecma paedisca) eine kleine Ausbuchtung auf, die der Gemeinen Winterlibelle (Sympecma fusca) fehlt. Die alten, überwinterten Tiere haben im Frühjahr leuchtend tiefblaue Augen.

## Lebensweise
Die Winterlibellen sind die einzigen mitteleuropäischen Libellen, die den Winter als adulte Tiere verbringen. Dabei findet man sie im Winter meist etwas abseits der Gewässer in verschiedenen Schlupfwinkeln oder in der Vegetation. Bei starker Sonne kommen sie manchmal auch hervor, ansonsten bleiben sie jedoch in ihren Verstecken bis zum April. Die Paarung erfolgt ähnlich wie bei den anderen Teichjungfern, die Eier sticht das Weibchen in Tandemstellung mit dem Männchen in Wasserpflanzen, wobei beide Tiere auf der Unterlage sitzen.

## Larvalentwicklung
Die Entwicklung vom Ei zur Imago vollzieht sich sehr schnell und dauert insgesamt maximal etwa drei Monate, wovon etwa acht bis zehn Wochen im Larvenstadium verbracht werden.

## Arten
In Mitteleuropa sind nur zwei Arten anzutreffen. Weitaus häufiger ist dabei die Gemeine Winterlibelle (Sympecma fusca), deren Verbreitungsgebiet den gesamten Bereich von West- und Mitteleuropa einnimmt. Die Sibirische Winterlibelle (Sympecma paedisca) ist demgegenüber in Deutschland nur an den Seen Nordostdeutschlands und im Alpenvorland anzutreffen, ihre Hauptverbreitung liegt in Osteuropa und Asien.
Die dritte Art der Gattung, Sympecma gobica, wurde vor ihrer Neubeschreibung 1993 oft verwechselt oder verkannt. Sie lebt in Zentralasien, westlich bis in den Norden des Iran. Sie ist von den beiden anderen Arten an der schwarzen Zeichnung an den Seiten des Thorax unterscheidbar. Wie diese überwintert sie als Imago.